# 八旗官學
八旗官學是清朝的官辦學堂，負責八旗的教育，隸屬國子監。清廷另設有獨立之左右翼宗學、八旗覺羅學、世職官學、景山官學、咸安宮官學專供宗室、覺羅、功臣世職、內務府三旗包衣子弟就讀。
自順治朝起，為使旗人得到訓練擔任官職，「兼通滿、漢，足充任用」，朝廷主導興辦各種學校，「國學、順天、奉天二府學，分派八旗生監外，又有八旗兩翼、咸安宮、景山諸官學，宗人府宗學、覺羅學，並盛京、黑龍江兩翼義學」，令八旗子弟入學受到滿文、蒙文或漢文、繙譯、騎射等訓練，為旗人主要育才教養途徑，體現文武一體的理念。

## 沿革
順治元年（1644年）十一月，國子監祭酒李若琳奏請仿明初之制，於國子監擴招官生，並令滿洲大臣子弟送監讀書，與漢人監生一體講習，攝政王多爾袞隨即指示滿、漢官子弟有願讀書者入學，增設滿洲司業一員、助教二員，教習滿文。李若琳又奏因國子監偏僻，在皇城東北角，滿洲官員子弟就學不便，建議與國子監本監分離，於滿洲八旗各駐地分別設立書院，以國子監二廳六堂分配八旗，每一旗設學長4名，八旗需32名分別執教，學生按時赴國子監考試。議准施行，於是八旗各建學舍，稱為八旗官學，或國子監八旗官學。順治二年（1645年）五月，新任祭酒薛所蘊奏准將八旗官學每兩旗合併為一學，「滿洲子弟就學，分為四處，每處用伴讀十人，勤加教習。十日一次，赴監考課；遇春、秋演射，五日一次，就本處練習」，並酌量錄取直隸生員擔任教習。教習於舉人或肄業之監生當中考選，且監生只錄用恩貢生、拔貢生、副貢生、歲貢生，如人數不足則可考選例監生。
最初官學生名額定為每佐領下取官學生1人，629佐領總計629人，以其中10人學習漢文，其餘學習滿文。九月，禮部奏請增廣學額，命每佐領增取一名，總計1258人，習漢文增為20人，其餘學習滿文。往後學額有多次增減改制：
順治十一年（1654年），裁撤學額，每佐領只留1人。
十三年（1656年），烏真超哈（漢軍）每佐領增為2人，滿洲、蒙古仍為1人。
十四年（1657年），改定蒙古每二佐領出1人讀書，烏真超哈學生如滿洲例，每佐領出1人讀書。
十八年（1661年），改定滿洲、漢軍每佐領各增官學生為2人，且只准武官及甲兵子弟入學。
康熙九年（1670年），放寬文武官員子弟皆可送監入學。
十一年（1672年），裁減滿洲、漢軍官學生，每佐領下只取1人，蒙古官學生亦裁減，每二佐領下取1人。
十六年（1677年），官學生以八旗生員、俊秀選補，如該佐領下無生員、俊秀，才准選補閒散旗人。
雍正元年（1723年），每佐領下，無論身份，選擇資質聰穎可讀書上進者1人，由參領、佐領保送，都統查驗後送國子監。並增定八旗官學教習蒙古文，蒙古教習由八旗蒙古護軍、領催、驍騎內考選熟練滿語、蒙古語者16人充任。
五年（1727年），國子監奏准「若拘於定額，則恐草率塞責」，廢除佐領定額，改定每旗名額100人，其中滿洲60人（學習滿文漢文各30人），蒙古20人、漢軍20人，總計800人，都以一旗整體選擇，不拘佐領「不必拘定佐領之數，庶學生皆得秀良，不致混行申送」。年幼者學滿文，較年長者學習漢文。規定漢教習每旗5人。並挪撥八旗教養兵額滿洲30人、蒙古、漢軍各10人之錢糧分給官學生。另議准，漢教習每人各分定學生若干人，専心訓課，由國子監堂官不時稽察，分别勤惰獎懲，三年期滿，咨部照例銓用。
十年（1732年），禮部議准，八旗漢軍記名舊家子弟各就學於本旗官學，由助教、教習教讀滿漢文，再於左右翼滿洲內挑選騎射教習各1人，隔日赴官學教練馬步射及滿語。
乾隆三年（1738年），尚書兼管國子監事孫嘉淦奏准，三年內講誦經書，國子監考試，選擇聰穎志學者歸漢文班，年長而原本學習翻譯者歸滿文班。而舊例八旗官學生學滿文者只能考選筆帖式，學漢文者只能考選文武生員而已，往後歸漢文班的官學生也學習經史知識，每3年録取可以應考者，奏請欽派大臣考試，優異者升格為監生，與漢貢監一併肄業，擇優保薦錄用授職。
八年（1743年），規定漢教習3年期滿，分等引見，一等以知縣用，二等以知縣或教職銓選；一等再繼續教習三年，且認真授課者，以知縣即用；蒙古教習五年期滿認真授課者，以護軍校、驍騎校補用。並增定滿助教每旗2人，以八旗文進士、舉人、繙譯進士、繙譯舉人、恩貢生、拔貢生、副貢生、歲貢生、文生員、繙譯生員、廢革官員、筆帖式考取。
十七年（1752年），因另設世職官學，裁撤各旗漢教習1人，騎射教習咨回本旗；蒙古學生人數過少，嗣後只以1人教習蒙文、1人教習騎射。
三十一年（1766年），禮部議准，選取官學生限制為18嵗以下，在學年限為十年。在學已滿十年而不能進步及不能考取中書、筆帖式、庫使者，退學咨回本旗。每旗添設滿教習1名，專教翻譯及滿文，漢教習裁減1名。
三十二年（1767年），因前於二十三年（1758）裁撤八旗義學，包衣求學無門，故於八旗官學增設下五旗包衣學額，每旗10人，其中滿洲6人、蒙古2人、漢軍2人，與原有學額合計850人。
五十四年（1789年），於每旗100人的名額內裁減10人，額外選取經書熟、文理優者20人，加給膏火獎學金。
道光三年（1823年），重申八旗官學生在學以十年為限，有考取文生員、繙譯生員者，自考中之日起在學十年，如再考中副榜、拔貢、優貢，再以考中之日起扣滿十年，如中式舉人，則已有銓選途徑，不得續留學校。
八旗官學學生支領錢糧，滿洲、蒙古每名每月給銀一兩五錢，漢軍每名每月給銀一兩，由各旗放領，包衣按義學之例，不給錢糧。
乾隆年間國子監議定〈八旗官學生條例〉，平日學生辰時上學，申時散學，設「到學簿」，令學生每日親自簽到，又設「功課簿」，令學生每日填寫學習進度，月底交助教存查，年終交國子監察核。測驗分為常課、會課、會考三種。常課，每月八日、十八日、二十八日，漢館試文一篇、五言六韻詩一首，學生未能寫成完整一篇者令寫作半篇，滿館試繙譯或清書一道，蒙古試蒙古繙譯一道，蒙古弓箭教習輪館按日教演步射、騎射；會課，每月一次，漢館學生作文一篇，蒙童背書一次，滿洲、蒙古各測試繙譯一道，弓箭教習會同助教率領學生出城測試馬箭、步箭各一次；會考，春秋二季赴國子監會考，考試漢文、繙譯和步騎射，優者給賞，劣者訓飭。另有臨時抽驗，由國子監祭酒、司業輪流稽查各學，幼童挑背經書，已可作文者選講文理或現場測試文藝，學習繙譯者測驗清文數行，並查核每日課程簿冊，如有學生懶惰、功課不進，由該教習責罰，不服責罰者退學。
滿洲、蒙古官學生留京任職「不往外省作官，止許在部院衙門選用」，必須具備繙譯滿、漢或滿、蒙文書的能力，故考以繙譯、文章；漢軍官學生「內外並用」可外派地方，除應學習滿文之外，須有和一般漢人官員相當的能力，因而測驗書藝、策論。順治朝地方官出缺，重開科舉之後中舉的漢族士人，以及八旗官學出身的漢軍旗人學生，便成為填補地方官缺的主要人選。
嘉慶、道光以後，官學逐漸廢弛，停止教習年滿給予錄用的成例，每月考課僅為敷衍了事，雖皇帝多次降諭責備，仍難以振作。道光三十年（1850年），河南道監察御史麟光奏陳「近日勤學者少，僅止按時呈交月課」，請求管學王大臣等嚴飭各學正副管、助教、教習等督率諸生勤讀不息。
光緒八年（1882年），朝廷大力整頓，每學以滿、漢進士官員1人為管學官，專門考核學生課程與教習勤惰；另簡派滿、漢進士出身部院大臣2人為管理八旗官學大臣，每學增設翰林院編修、檢討1人，協助考課。九年（1883年），每學添設額外漢教習2名。十一年（1885年），禮部議准「八旗官學教習業經入學或考中恩監者，必須在館受業實逾一年，該教習報滿時方准作為成效；滿館學生有考中中書、筆帖式者亦照此例辦理」。
光緒二十八年（1902年），清末新政，八旗官學改組新式學堂。

## 教材
順治初設八旗官學，習讀漢文內容為傳統漢人經、史教育；習讀「清書」者，為滿文譯本漢文經、史典籍。阿什坦譯有滿文《大學》、《中庸》、《孝經》、《通鑑總論》、《太公家教》等書，為順治朝初期教育旗人的主要教材。
康熙十二年（1673年），翰林院掌院學士傅達禮完成翻譯滿文《大學衍義》，康熙帝諭「分給八旗官學各一部，以資肄習」。康熙十六年（1677年）起，以《解義》形制重新編譯《四書》、《五經》；雍正五年（1727年）重譯《孝經》；乾隆六年（1741年）重譯《御製繙譯四書》，四十九年（1774年）成書《欽定繙譯五經四書》，皆屬八旗官學教材。
雍正二年（1724年）規定凡「習滿文者，教以書寫本摺字畫；習文章者，講論聖賢經傳；習繙譯者，熟繙《古文淵鑑》、《大學衍義》等書」。

## 職官
每學設滿洲館一、蒙古館一、漢館四。
- 管理八旗官學大臣：進士出身部院大臣2人，滿、漢各1人（光緒八年置）。
- 管學官：進士出身官員16人，每學滿、漢各1人（光緒八年置）。
- 滿教習：8人，每學1人。
- 漢教習：32人，每學4人。
- 蒙古教習：16人，每學2人。
- 騎射教習：8人，每學1人。
- 滿助教：16人，每學2人。
- 額外漢教習：16人，每學2人（光緒九年置）。